# Samenstellingsrijm
Samenstellingsrijm is het vormen van een samenstelling waarbij de woorden die de samenstelling vormen op elkaar rijmen. Samenstellingsrijm is een vorm van rijm. De woorden die onderdeel zijn van de samenstelling rijmen in een volrijm. Samenstellingsrijm lijkt op alliteratie, maar verschilt erin dat bij alliteratie de beginletters gelijk zijn, terwijl bij samenstellingsrijm de individuele woorden op elkaar rijmen.

## Gebruik
Samenstellingsrijm wordt in het dagelijks spraakgebruik en in de literatuur veel gebruikt. Samenstellingsrijm helpt, net als bij alliteratie, het woord te onthouden. Een bekend voorbeeld van samenstellingsrijm in de literatuur is de toverschool van Harry Potter: Zweinstein.
Samenstellingsrijm is uniek voor talen waarin samenstellingen mogelijk zijn. In bijvoorbeeld het Engels is het niet mogelijk om nieuwe woorden te vormen uit een samenstelling van meerdere individuele woorden. Daarom bestaat het begrip samenstellingsrijm ook niet in de Engelse taal.

## Voorbeelden
Enkele voorbeelden van samenstellingsrijm zijn:
- Marionetkabinet
- Museumjubileum
- Schoonzoon
- Samenstellingkwelling
- Frustratiesituatie
- Zweinstein
- Handverband